# Herrarnas slalom i alpin skidåkning vid olympiska vinterspelen 2018
Herrarnas slalom i alpin skidåkning vid olympiska vinterspelen 2018 hölls i Yongpyong, Pyeongchang, Sydkorea, den 22 februari 2018. Guldmedaljör blev André Myhrer, Sverige, som tog sin andra olympiska medalj. Det var Sveriges första olympiska guldmedalj i slalom på herrsidan på 38 år, då Ingemar Stenmark vann guld i Lake Placid 1980.

## Medaljörer
| Spel   | Guld                 | Silver                   | Brons                  |
| Slalom | André Myhrer Sverige | Ramon Zenhäusern Schweiz | Michael Matt Österrike |